# SMS Victoria Louise
O SMS Victoria Louise foi um cruzador protegido operado pela Marinha Imperial Alemã e primeira embarcação da Classe Victoria Louise, seguido pelo SMS Hertha, SMS Freya, SMS Vineta e SMS Hansa. Sua construção começou em abril de 1896 nos estaleiros da AG Weser e foi lançado ao mar em março do ano seguinte, sendo comissionado em fevereiro de 1899. Era armado com uma bateria principal de dois canhões de 210 milímetros em duas torres de artilharia individuais, tinha um deslocamento de mais de seis mil toneladas e alcançava uma velocidade máxima de dezenove nós.
O Victoria Louise passou seus primeiros anos de serviço atuando como membro da Frota de Alto-Mar, com suas principais atividades consistindo em exercícios de rotina. Foi descomissionado no final de 1903 e modernizado entre 1906 e 1908, sendo recomissionado como um navio-escola para cadetes navais, realizando vários cruzeiros de treinamento. A Primeira Guerra Mundial começou em 1914 e foi mobilizado para serviço ativo, mas descomissionado no final do ano. Foi usado em deveres secundários durante a guerra e depois brevemente como um cargueiro, sendo desmontado em 1922.

## Características

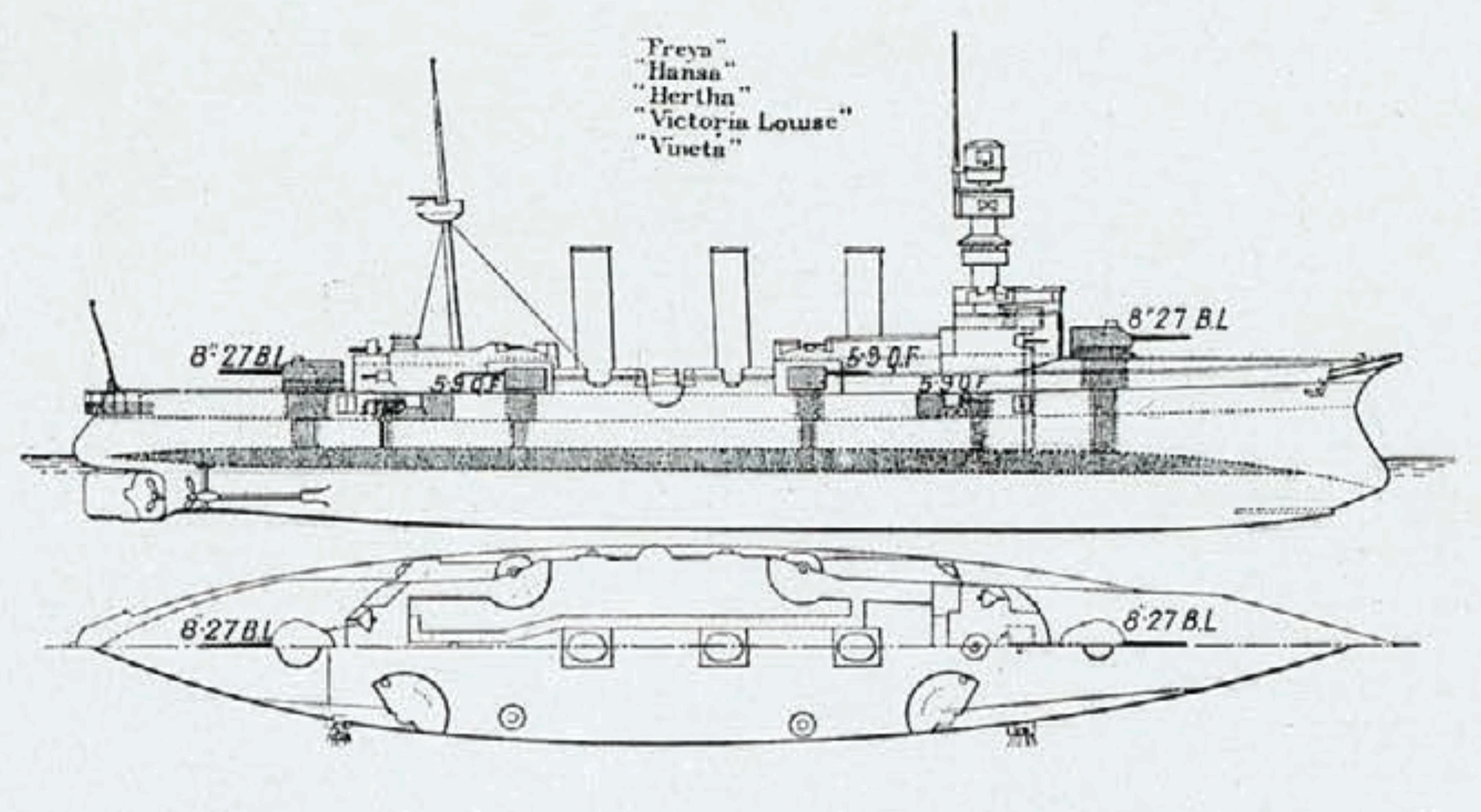
Desenho da Classe Victoria Louise

Elementos do alto comando naval alemão discordavam no início da década de 1890 sobre que tipos de cruzadores deveriam ser construídos para atender as necessidades da Marinha Imperial Alemã. Um lado preferia uma combinação de cruzadores de seis mil e de 1,5 mil toneladas, enquanto o outro lado defendia uma força uniforme de três mil toneladas. O primeiro lado venceu e três navios de seis mil toneladas foram autorizados em 1895, seguidos por mais dois no ano seguinte. A experiência da Marinha Imperial Japonesa na Primeira Guerra Sino-Japonesa mostrou os benefícios dos canhões de 210 milímetros, assim esta arma foi escolhida para a nova Classe Victoria Louise.
O Victoria Louise tinha 110,6 metros de comprimento de fora a fora, uma boca de 17,4 metros e um calado de 6,58 metros à vante. Tinha um deslocamento normal de 5 660 toneladas e um deslocamento carregado de 6 491 toneladas. Seu sistema de propulsão consistia em onze caldeiras Dürr a carvão que alimentavam três motores verticais de tripla expansão com quatro cilindros, cada um girando uma hélice. Este sistema tinha uma potência indicada de dez mil cavalos-vapor (7 360 quilowatts) para uma velocidade máxima de dezenove nós (35 quilômetros por hora). Podia carregar até 950 toneladas de carvão, o que proporcionava uma autonomia de 3 412 milhas náuticas (6 319 quilômetros) a uma velocidade de cruzeiro de doze nós (22 quilômetros por hora). Sua tripulação era formada por 31 oficiais e 446 tripulantes.
O armamento principal era composto por dois canhões calibre 40 de 210 milímetros montados em duas torres de artilharia individuais, uma à vante e outra à ré. A bateria secundária tinha oito canhões calibre 40 de 149 milímetros, quatro em torres de artilharia individuais à meia-nau e quatro em casamatas. A defesa contra barcos torpedeiros era formada por dez canhões calibre 30 de 88 milímetros e dez canhões Maxim de 37 milímetros. Também tinha três tubos de torpedo submersos de 450 milímetros, um na proa e um em cada lateral. A blindagem era feita de aço Krupp; o convés tinha cem milímetros de espessura com laterais inclinadas de quarenta milímetros. As torres de artilharia tinham laterais de cem milímetros, mesma nível de proteção das casamatas. A torre de comando tinha laterais de 150 milímetros.

### Modificações
O Victoria Louise passou por uma grande reconstrução no Estaleiro Imperial de Kiel entre 1906 e 1908. Esta incluiu a substituição de suas caldeiras e a redução do número de chaminés de três para duas. Seus mastros militares foram removidos e substituídos por mastros de poste, o que melhorou sua capacidade de virada. Dois canhões de 149 milímetros e todas as armas Maxim foram removidas, enquanto um novo canhão de 88 milímetros foi instalado junto com três canhões calibre 35 de 88 milímetros. Recebeu uma grande ponte de comando aberta em 1912, o único membro de sua classe a passar por essa modificação. O navio foi totalmente desarmado em 1916.

## Carreira

### Primeiros anos
O Victoria Louise foi encomendado sob o nome provisório "L". Seu batimento de quilha ocorreu nos estaleiros da AG Weser em Bremen no dia 8 ou 9 de abril de 1896, porém os trabalhos preparatórios já tinham começado nas oficinas do estaleiro em outubro de 1895. Foi lançado ao mar em 29 de março de 1897 na presença de Frederico Augusto II, Grão-Duque de Oldemburgo, que fez um discurso durante a cerimônia. A equipagem prosseguiu lentamente, principalmente pelo atraso nas entregas de componentes importantes como os canhões. Foi comissionado em 20 de fevereiro de 1899 e seus testes marítimos duraram até 11 de setembro. Seu primeiro comandante foi o capitão de mar Hugo Westphal. O navio depois dos testes foi temporariamente descomissionado e colocado na reserva para passar por aprimoramentos no Estaleiro Imperial de Wilhelmshaven.

Pintura de Hugo Graf em 1902 do Victoria Louise junto dos couraçados e

Foi recomissionado para testes adicionais em 22 de agosto de 1900, agora sob o capitão de mar Hans Meyer. Esses testes duraram até 21 de dezembro, depois dos quais pequenos melhoramentos foram feitos. O cruzador se juntou em 28 de janeiro de 1901 a uma esquadra sob o comando do príncipe Henrique da Prússia que foi ao Reino Unido para o funeral da rainha Vitória. Esta visita durou até 7 de fevereiro. O Victoria Louise foi designado em 20 de abril para a I Esquadra de Batalha da Frota de Alto-Mar, onde permaneceu até 28 de fevereiro de 1903. Durante este período participou da rotina anual de manobras de treinamentos. O capitão de mar Raimund Winkler ficou no comando de abril a setembro de 1901. A embarcação serviu na Inspetoria de Artilharia entre outubro de 1901 e março de 1902, porém permaneceu formalmente na I Esquadra. A esquadra visitou o Reino Unido no início de 1902, mas o Victoria Louise permaneceu em casa. O capitão de fragata Johannes Merten assumiu o comando em setembro.
O navio operou junto com o cruzador rápido SMS Amazone e o aviso SMS Hela durante as manobras anuais de outono da frota em 1902. Eles formaram o I Grupo de Reconhecimento, a principal unidade de reconhecimento da Frota de Alto-Mar. O contra-almirante Ludwig Borckenhagen, na época o vice-comandante da I Esquadra, usou o Victoria Louise como sua capitânia de 23 de novembro a 14 de dezembro. O navio foi transferido para o I Grupo de Reconhecimento em 1º de março de 1903 junto com o cruzador blindado SMS Prinz Heinrich. Participou de um cruzeiro no Oceano Atlântico que navegou até a Espanha, onde visitou o porto de Vigo. Mais manobras de frota ocorreram entre 26 e 30 de outubro e o cruzador serviu como dublê do navio de defesa de costa SMS Hildebrand, que estava na época passando por reparos. Operou durante os exercícios como a capitânia do vice-almirante Ernst Fritze, o comandante da II Esquadra de Batalha. Voltou para o I Grupo de Reconhecimento para mais uma rodada de manobras entre 30 de novembro e 12 de dezembro que ocorreram no Mar Báltico e Mar do Norte. Voltou para Wilhelmshaven ao final desses exercícios e foi descomissionado.

### Navio-escola
Passou por uma modernização no Estaleiro Imperial de Kiel entre 1906 e 1908, sendo transformando em um navio-escola para cadetes navais e aprendizes de marinheiro. Foi recomissionado em 2 de abril para substituir a corveta SMS Stein. Foi designado para o comando de treinamento, mas permaneceu na lista de navios de guerra. O capitão de fragata Franz Mauve assumiu o comando. Ficou baseado em Kiel, de onde partiu em vários curtos cruzeiros pelo Báltico e Mar do Norte nas semanas após sua volta ao serviço.
O Victoria Louise partiu em um grande cruzeiro de treinamento em julho; a bordo também estava uma comissão científica para realizar pesquisas atmosféricas com balões de grande altitude. Os testes ocorreram entre 28 de julho e 2 de agosto enquanto a embarcação estava em Madeira e nas Canárias. Um dos balões alcançou uma altitude de 21,8 quilômetros. Os cientistas desembarcaram em 5 de agosto e o navio prosseguiu para o Mar Mediterrâneo. Enquanto estava na região, foi para Messina, na Itália, em janeiro de 1909 para prestar auxílio à cidade junto com seu irmão SMS Hertha depois de um grande terremoto. O cruzador então retomou seu cruzeiro, que terminou em Kiel em 10 de março.

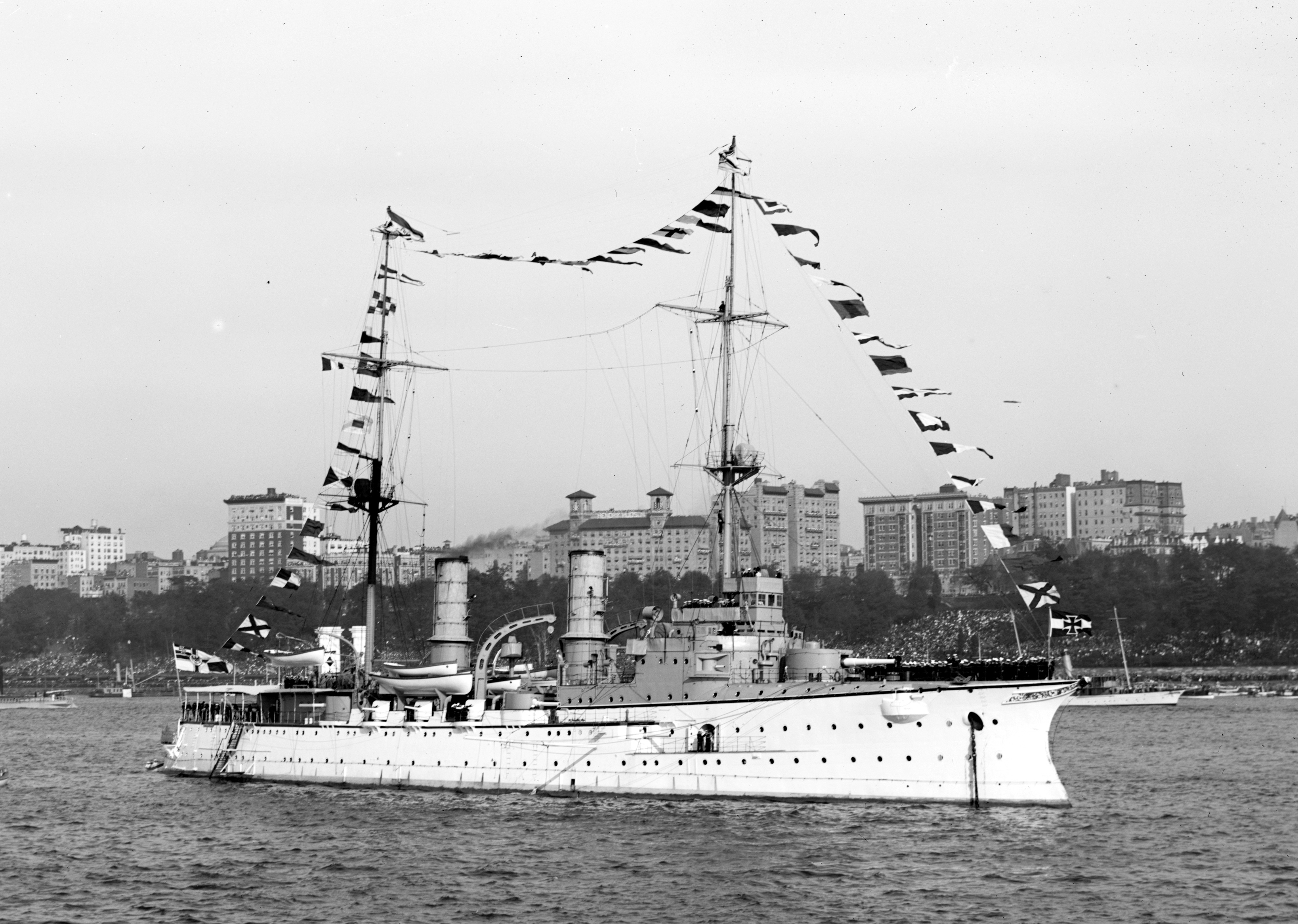
O Victoria Louise em Nova Iorque em setembro ou outubro de 1909

Outro grande cruzeiro internacional começou em agosto de 1909, passando pelos Açores e seguindo para os Estados Unidos. Chegou em Newport News em 12 de setembro e se encontrou com o Hertha; os cruzadores rápidos SMS Bremen e SMS Dresden chegaram nos dias 13 e 22, respectivamente. A esquadra ficou sob o comando geral de Mauve e participou da Celebração Hudson–Fulton, que ocorreu de 26 de setembro até 9 de outubro. O grande almirante Hans von Koester foi o representante oficial da Alemanha e ele fez do Victoria Louise sua capitânia durante as cerimônias. O navio em seguida zarpou para um cruzeiro de treinamento nas Índias Ocidentais, terminando em Kiel em 10 de março de 1910. O capitão de mar Horst von Hippel assumiu o comando em abril.
O Victoria Louise passou para Wilhelmshaven em meados de 1910 e iniciou o cruzeiro de treinamento daquele ano em 11 de agosto. Foi para o Mediterrâneo de novo, parando em Corfu entre setembro e outubro, onde sua tripulação esteve presente para a instalação de uma estátua no palácio de Aquileião, que o imperador Guilherme II da Alemanha tinha comprado em 1907. Voltou para Kiel em 7 de março de 1911 e ficou brevemente sob reparos no estaleiro. Em seguida foi para Flensburgo visitar a recém-inaugurada Escola Naval de Mürwik. Embarcou no local uma nova tripulação de cadetes para um cruzeiro pelo Báltico, com uma passada na Noruega ocorrendo depois. Foi visitado pelo imperador enquanto estava em Balestrand. O Victoria Louise então começou outro cruzeiro que incluiu paradas na Islândia, América do Norte e Índias Ocidentais. Voltou para Kiel em 4 de março de 1912, com o capitão de mar Theodor Frey substituindo Hippel no mês seguinte. Visitou Estocolmo, na Suécia, em junho.
Outro cruzeiro começou em 10 de agosto; parou brevemente na Antuérpia, na Bélgica, onde foi visitado pelo rei Alberto I. Em seguida atravessou o Oceano Atlântico e visitou portos na América do Norte e Índias Ocidentais. Ficou em Veracruz, no México, de 31 de outubro a 8 de novembro para proteger cidadãos alemães durante a Revolução Mexicana. Voltou para Kiel em 10 de março de 1913. Seu último cruzeiro de treinamento internacional começou em 11 de agosto de Wilhelmshaven e foi para o Mediterrâneo. O Victoria Louise parou em Pireu, na Grécia, onde o rei Constantino I e a rainha Sofia, irmã de Guilherme, celebraram o natal a bordo. O cruzador voltou para Kiel em 5 de março de 1914, com o capitão de fragata Hugo Dominik assumindo o comando. Um cruzeiro pelo Báltico começou em 1º de junho, mas foi interrompido em 27 de julho por conta da Crise de Julho.

### Fim de serviço
A Primeira Guerra Mundial começou em 28 de julho de 1914 e o Victoria Louise foi mobilizado no V Grupo de Reconhecimento, encarregado de treinar cadetes no Báltico. Os navios foram designados para patrulha em uma linha entre Dornbusch e Møn, na Dinamarca. O submarino britânico HMS E1 tentou torpedear o cruzador pouco depois das 9h00min de 18 de outubro a uma distância de 460 metros. O E1 lançou dois torpedos, mas estes estavam muito profundos e erraram; o Victoria Louise virou para estibordo a dezesseis nós (trinta quilômetros por hora), a velocidade máxima que conseguia alcançar naquela época. Vigias avistaram um periscópio, mas ele submergiu antes dos artilheiros conseguirem atirar. Esta foi a única vez que um membro da Classe Victoria Louise encontrou forças inimigas na guerra. O navio voltou para Danzig em 23 de outubro para sua manutenção periódica. Pouco depois, em parte por causa do incidente com o submarino, o comando naval decidiu que a pouca blindagem da Classe Victoria Louise impedia mais ações e assim a unidade foi desfeita. Os trabalhos no Victoria Louise foram interrompidos e o navio desarmado entre 1 e 7 de novembro, sendo então descomissionado.
O cruzador foi convertido em um depósito de minas navais e alojamento flutuante em Danzig. A Alemanha foi derrotada na guerra no final de 1918 e o Victoria Louise foi removido do registro naval em 1º de outubro de 1919. Foi vendido para a Norddeutscher Tiefbau e reconstruído em 1920 como um navio cargueiro. As modificações incluíram remoção das anteparas internas para criação de depósitos de carga, fortalecimento da estrutura restante do casco para compensar a perda das anteparas, conversão para um sistema de propulsão com uma única hélice, transferência do motor restante mais para ré e instalação de quatro caldeiras tiradas do couraçado pré-dreadnought SMS Brandenburg, que estava sendo desmontado na época. O convés blindado não foi removido, apesar dele reduzir a capacidade de armazenamento e dificultar a transferência de carga, porque seria um processo excessivamente caro. Os trabalhos terminaram em 20 de novembro de 1920 e a embarcação foi renomeada para SS Flora Sommerfeld, iniciando seus testes marítimos. Alcançou uma velocidade de 13,1 nós (24,3 quilômetros por hora), mas em serviço sua velocidade era de doze nós (22 quilômetros por hora). Foi operado pela Danziger Hoch- und Tiefbau. Serviu como cargueiro apenas brevemente porque a conversão não foi muito bem sucedida. Foi desmontado no final de 1922 em Danzig.